# 환조 (미술)
환조(丸彫) 또는 두리새김은 대상을 완전히 삼차원성으로 구성하여 그 주위를 돌아가며 만져볼 수 있도록 한 입체표현의 조각이다. 
모든 방향에서 볼 수 있도록 의도적으로 만들어진 환조(Rundplastik)와 특정한 방향의 시점에서만 보이도록 예정한 환조(협의의 Vollplastik)가 있으며 후자는 부조(浮彫)에 가깝다.

## 같이 보기
- 부조